# Fillus paradoxus
Fillus paradoxus is een insect uit de familie van de vlinderhaften (Ascalaphidae), die tot de orde netvleugeligen (Neuroptera) behoort. 
Fillus paradoxus is voor het eerst wetenschappelijk beschreven door Van der Weele in 1909.